# Phrynopus kotosh
Phrynopus kotosh är en groddjursart som beskrevs av Lehr 2007. Phrynopus kotosh ingår i släktet Phrynopus och familjen Strabomantidae. IUCN kategoriserar arten globalt som otillräckligt studerad. Inga underarter finns listade i Catalogue of Life.